# Glottiphyllum
Glottiphyllum — рід сукулентних рослин родини аїзові (Aizoaceae).

## Поширення
Рід є ендеміком Південної Африки. Найбільше видів зустрічається у Капській провінції та пустелі Кару. Представники роду ростуть на гірських породах і ґрунтах, що містять сланець, піщаник і кварц. Кількість опадів у цих районах становить від 125 до 500 мм.

## Опис
Коренева система поверхнева. Вологу добувають і зберігають стебла і листя. Листові пластинки бувають короткими і подовженими. Розташовані вони в два ряди або хрестоподібно. Соковите листя забарвлене в яскраво- або темно-зелений колір. Набагато рідше зустрічаються види червонуватих або голубуватих відтінків. Листя в більшості випадків глянцеве з тупими кінчиками. Форма варіюється від округлої до циліндричної. Цвіте двічі на рік — у середині літа і на початку осені. Поодинокі квіти з вузькими множинними пелюстками і пучком тичинок в центрі бувають сидячими або на тонких квітконіжках. Кожна квітка тримається близько тижня. Забарвлення пелюсток — яскраво-жовте, золотисте, помаранчеве, дуже рідко біле. Після цвітіння утворюється плід — багатостулкова коробочка з дрібним насінням.

## Види
Раніше до роду включали понад 60 видів. Однак в березні 2013 року проведено ревізію роду, внаслідок якого кількісний склад зменшився втричі.
Види:
- Glottiphyllum carnosum NEBr.
- Glottiphyllum cruciatum (Haw.) NEBr.
- Glottiphyllum depressum (Haw.) NEBr.
- Glottiphyllum difforme (L.) NEBr.
- Glottiphyllum fergusoniae L. bolus
- Glottiphyllum fragrans
- Glottiphyllum grandiflorum (Haw.) NEBr.
- Glottiphyllum herrei
- Glottiphyllum linguiforme (L.) NEBr.
- Glottiphyllum longum (Haw.) NEBr.
- Glottiphyllum muiri
- Glottiphyllum neilii NEBr.
- Glottiphyllum nelii Schwantes
- Glottiphyllum oligocarpum L. bolus
- Glottiphyllum parvifolium
- Glottiphyllum peersii L. bolus
- Glottiphyllum platycarpum
- Glottiphyllum pygmaeum
- Glottiphyllum regium NEBr.
- Glottiphyllum salmii (Haw.) bolus L.
- Glottiphyllum semicylindricum
- Glottiphyllum starkeae
- Glottiphyllum suave NEBr.
- Glottiphyllum surrectum (Haw.) bolus L.